# Проспект Энергетиков (Санкт-Петербург)
Проспект Энерге́тиков — крупная транспортная магистраль в Красногвардейском районе Санкт-Петербурга. Проходит от Гранитной улицы до проспекта Маршала Блюхера. На север продолжается Екатерининским проспектом.

## История

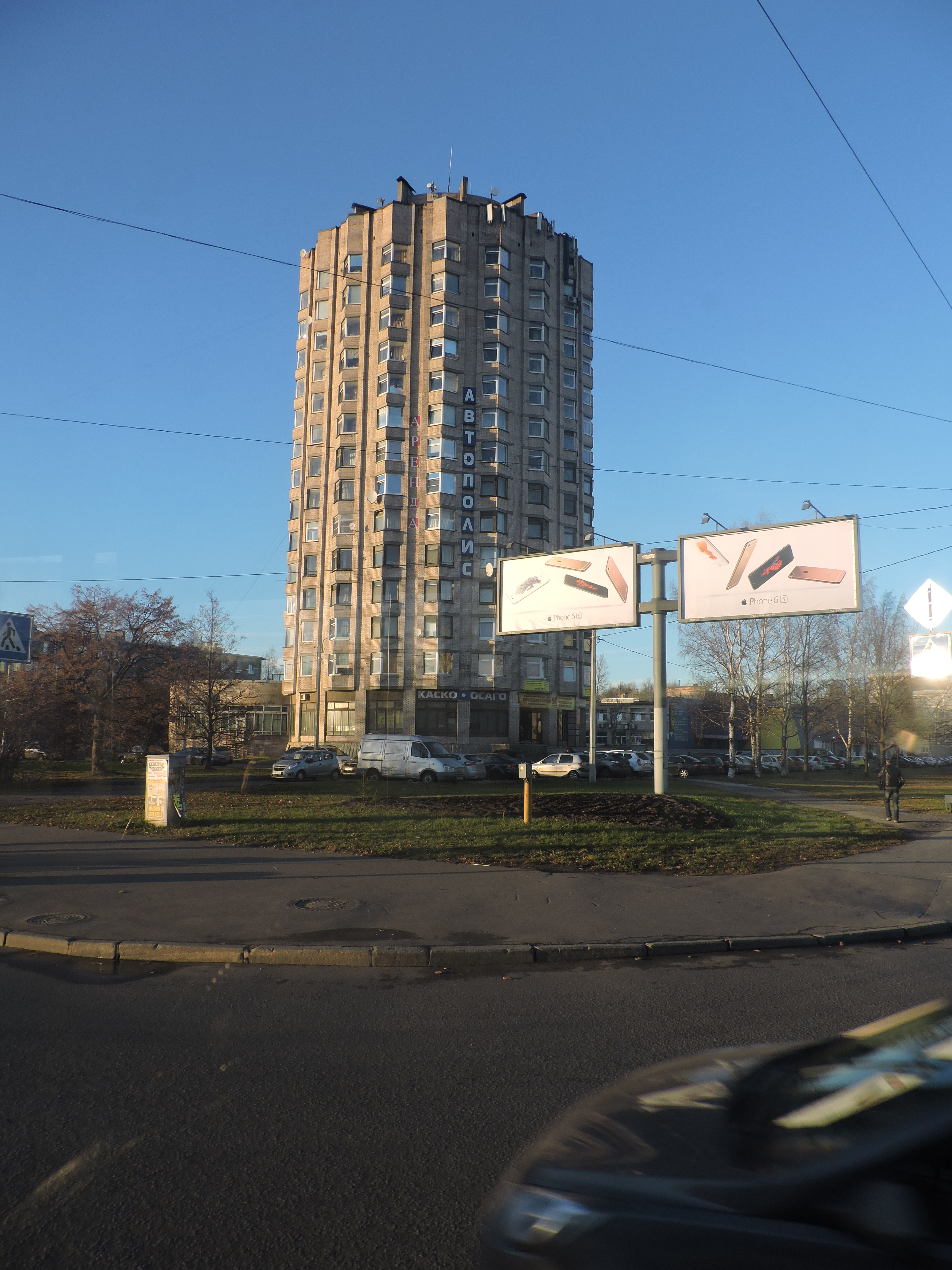
«Круглая башня» (пр. Энергетиков, 24)

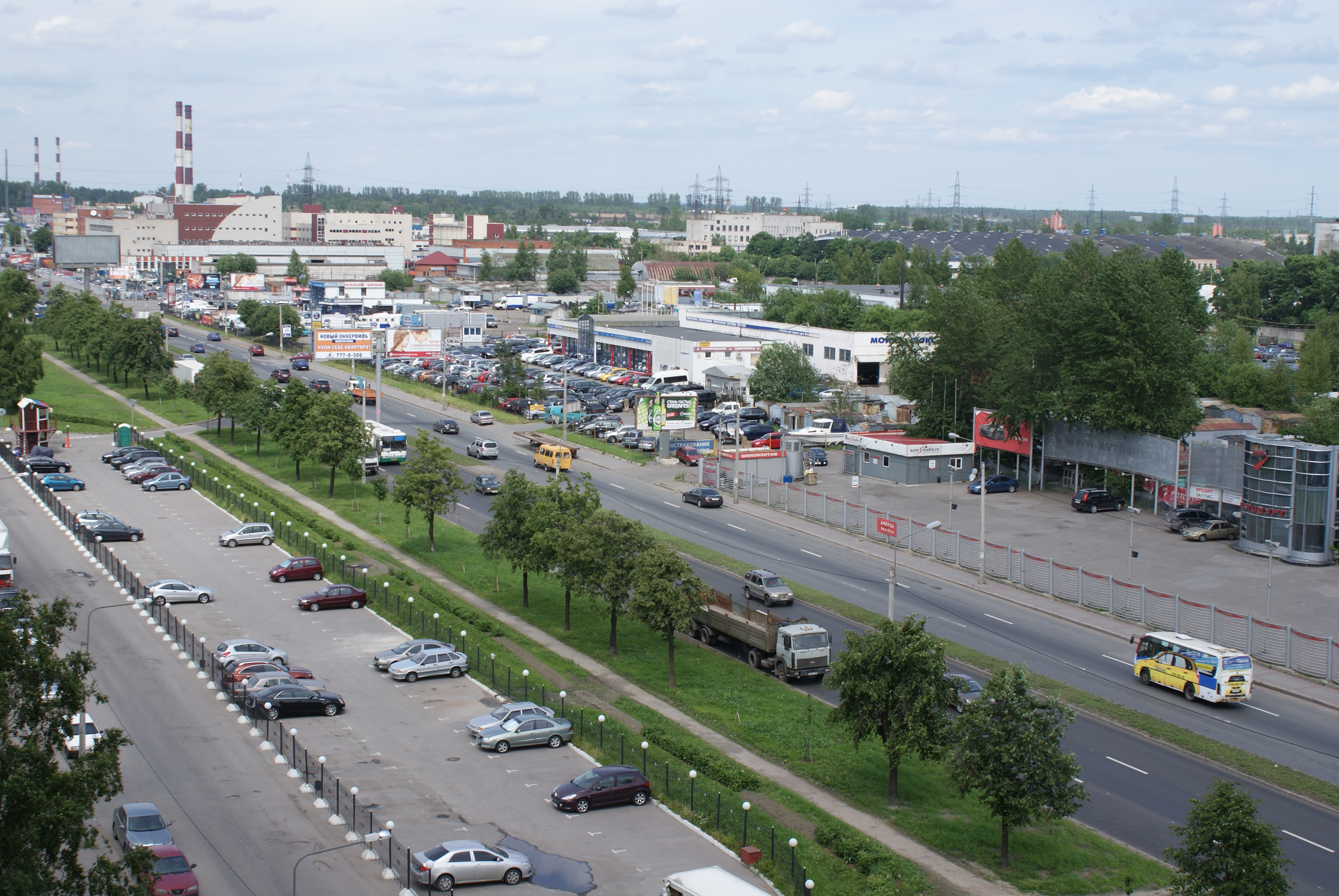
Вид на север в сторону проспекта Маршала Блюхера

Проспект получил название 12 ноября 1962 года в честь энергетиков (рабочих энергетической отрасли).
Первоначально он начинался от улицы Дегтярёва и шёл до Анникова проспекта (современный проспект Маршала Блюхера). В конце 1970-х годов ради прокладки нового отрезка проспекта на юг до Заневского проспекта была уничтожена часть Большеохтинского кладбища. Участок проспекта между Магнитогорской и Якорной улицами ранее входил в Магнитогорскую улицу.

## Транспорт
Ближайшая к проспекту Энергетиков станция метро —  «Ладожская» 4-й (Правобережной) линии.
По проспекту проходит больше десятка автобусных маршрутов.

## Пересечения
- Гранитная улица
- Заневский проспект
- Уткин проспект
- Магнитогорская улица
- Якорная улица
- Партизанская улица
- улица Дегтярёва
- Большая Пороховская улица
- шоссе Революции
- улица Стасовой
- проспект Маршала Блюхера и Екатерининский проспект